# Towarzystwo genealogiczne
Towarzystwo genealogiczne – stowarzyszenie zrzeszające miłośników genealogii, działające na określonym obszarze. Może być to zarówno stowarzyszenie rejestrowe jak i stowarzyszenie zwykłe. Działalność towarzystw opiera się na pracy społecznej członków. Towarzystwa utrzymują się z wpisowego i składek członkowskich.
Celami towarzystw genealogicznych są zazwyczaj:
- upowszechnianie i popularyzacja genealogii w społeczeństwie oraz doskonalenie i pogłębianie wiedzy wśród swoich członków
- zrzeszanie genealogów zainteresowanych poszukiwaniem na danym terenie i wzajemna pomoc w prowadzonych poszukiwaniach
- współpraca w zakresie genealogii z instytucjami naukowymi, archiwami kościelnymi i państwowymi oraz innymi towarzystwami,
- pomoc w dostępie członków towarzystwa do archiwów i dokumentów związanych z ich poszukiwaniami genealogicznymi.

## Towarzystwa genealogiczne w Polsce
| nazwa                                                               | data powstania       | forma prawna                                                                              | siedziba                                                                       | profil                                       | osiągnięcia | strona internetowa                |
| ------------------------------------------------------------------- | -------------------- | ----------------------------------------------------------------------------------------- | ------------------------------------------------------------------------------ | -------------------------------------------- | --- | --------------------------------- |
| Polskie Towarzystwo Genealogiczne                                   | 2006                 | stowarzyszenie rejestrowe KRS 0000264224 od 22 września 2006 r.                           | Warszawa ul. Pieńkowskiego 4/84 02-668 Warszawa                                | genealogia                                   | - Sekrety rodzinne - Geneteka - Katalog Zasobów Metrykalnych | www.genealodzy.pl                 |
| Bydgoskie Towarzystwo Heraldyczno-Genealogiczne                     | 1993                 | stowarzyszenie zwykłe                                                                     | Bydgoszcz ul. L. Wyczółkowskiego 21/1 85-092 Bydgoszcz                         | genealogia heraldyka biografistyka           | | https://www.bthg.bydgoszcz.pl/    |
| Towarzystwo Genealogiczne Centralnej Polski                         | 28 marca 2006        | stowarzyszenie rejestrowe KRS 0000281602 od 28 maja 2007 r.                               | Łódź ul. Piotrkowska 80 90-102 Łódź                                            | genealogia                                   | - Polegli w I wojnie światowej - projekt Mówią księgi | www.tgcp.pl                       |
| Towarzystwo Genealogiczne Ziemi Częstochowskiej                     | 28 marca 2007        | stowarzyszenie zwykłe                                                                     | Częstochowa Pałac Ślubów ul. Focha 19/21 (wejście od ul. Jana III Sobieskiego) | genealogia                                   | | www.genealodzy.czestochowa.pl     |
| Galicyjskie Towarzystwo Genealogiczne                               | 1998                 | stowarzyszenie rejestrowe KRS 0000035187 od 16 sierpnia 2001 r.                           | Przemyśl ul. Witoszyńska 5 37-700 Przemyśl                                     | genealogia heraldyka                         | | brak                              |
| Krakowskie Towarzystwo Genealogiczne                                | 2011                 | stowarzyszenie rejestrowe KRS 0000403499 od 30 listopada 2011 r.                          | Kraków                                                                         | genealogia                                   | | brak                              |
| Kujawsko-Pomorskie Towarzystwo Genealogiczne                        | 2008                 | stowarzyszenie zwykłe                                                                     | Toruń                                                                          | genealogia                                   | | www.kptg.pl                       |
| Lubelskie Towarzystwo Genealogiczne                                 | 2006                 | stowarzyszenie rejestrowe KRS 0000300308 od 27 lutego 2008 r.                             | Lublin ul. Obrońców Lublina 29/7 20-379 Lublin                                 | genealogia, heraldyka statystyka historyczna | - Rocznik LTG - Wykłady i warsztaty genealogiczne | www.ltg.pl                        |
| Lubuskie Towarzystwo Genealogiczne                                  | 2005                 | stowarzyszenie zwykłe                                                                     | Zielona Góra                                                                   | genealogia                                   | | www.ltg.zg.pl                     |
| Małopolskie Towarzystwo Genealogiczne                               | 2005                 | stowarzyszenie zwykłe                                                                     | Kraków                                                                         | genealogia                                   | | www.mtg-malopolska.org.pl         |
| Opolskie Towarzystwo Genealogiczne                                  | 2006                 | stowarzyszenie zwykłe                                                                     | Nysa                                                                           | genealogia                                   | | www.otg.mojeforum.net (skasowana) |
| Stowarzyszenie Opolscy Genealodzy                                   | 2015                 | stowarzyszenie rejestrowe KRS 0000558917 od 25 maja 2015 r. (wcześniej terenowe koło ŚTG) | Opole                                                                          | genealogia                                   | | genealodzy.opole.pl               |
| Ostrowskie Towarzystwo Genealogiczne                                | 2005                 | stowarzyszenie rejestrowe KRS 0000243684 od 20 października 2005 r.                       | Ostrów Wielkopolski                                                            | genealogia                                   | - Rocznik OTG | http://www.otg-ostrowwlkp.pl/     |
| Pomorskie Towarzystwo Genealogiczne                                 | 2005                 | stowarzyszenie rejestrowe KRS 0000390898 od 6 listopada 2011 r.                           | Sopot ul. Chopina 16A 81-782 Sopot                                             | genealogia                                   | | www.ptg.gda.pl                    |
| Towarzystwo Genealogiczno-Heraldyczne                               | 1987                 | stowarzyszenie rejestrowe KRS 0000230214 od 17 marca 2005 r.                              | Poznań ul. Wodna 27 61-781 Poznań                                              | genealogia heraldyka                         | - „Gens” – rocznik TGH |                                   |
| Suwalskie Towarzystwo Genealogiczne im. prof. Jerzego Wiśniewskiego | 2005                 | stowarzyszenie zwykłe                                                                     | Suwałki                                                                        | genealogia                                   | | www.mem.net.pl/stg                |
| Śląskie Towarzystwo Genealogiczne                                   | 1992                 | stowarzyszenie rejestrowe KRS 0000053876 od 17 października 2001 r.                       | Wrocław ul. Legnicka 65 54-206 Wrocław                                         | genealogia                                   | - Centrum Historii Rodziny we Wrocławiu | genealodzy.wroclaw.pl             |
| Świętokrzyskie Towarzystwo Genealogiczne „Świętogen”                | 19 kwietnia 2007     | stowarzyszenie zwykłe                                                                     | Kielce ul.Orkana9/44 25-548 Kielce                                             | genealogia heraldyka                         | - indeksacja metrykaliów | www.genealodzy-kielce.pl          |
| Warszawskie Towarzystwo Genealogiczne                               | 1993                 | stowarzyszenie zwykłe                                                                     | Warszawa                                                                       | genealogia biografistyka                     | - Biuletyn „Quaerenda” od 2018 roku rocznik - Środkowoeuropejskie Spotkania Genealogiczne - comiesięczne otwarte spotkania | www.wtg.org.pl                    |
| Wielkopolskie Towarzystwo Genealogiczne „Gniazdo”                   | 28 października 2006 | stowarzyszenie rejestrowe KRS 0000309548 od 9 lipca 2008 r.                               | Mnichowo Mnichowo 64 b 62-200 Gniezno                                          | genealogia                                   | - Wielkopolscy Księża - Wyszukiwarka Nekrologów z Wielkopolskiej Prasy - Poznań Project - Baza Systemu Indeksacji Archiwalnej - Lista odznaczonych Wielkopolskim Krzyżem Powstańczym - Straty armii pruskiej 1914-1915 - Rocznik WTG "Gniazdo" | www.wtg-gniazdo.org               |
| Towarzystwo Genealogiczne „Worsten”                                 | 1994                 | stowarzyszenie rejestrowe KRS 0000020269 od 20 czerwca 2001 r.                            | Wrocław ul. Ulanowskiego 24A 53-144 Wrocław                                    | genealogia rodu Wurstów                      | | worsten.org                       |
| Zachodnio-Pomorskie Towarzystwo Genealogiczne "Pomerania"           | 2015                 | stowarzyszenie rejestrowe KRS 0000560797 od 1 czerwca 2015 r.                             | Szczecin ul. Waleriana Łukasińskiego 34/10 71-215 Szczecin                     | genealogia                                   | | wojtekwil.wix.com/pomerania       |
| Stowarzyszenie Jamiński Zespół Indeksacyjny                         | 2011                 | REGON 367419950 od 2017 r.                                                                | Twardy Róg 5 16-300 Augustów                                                   | genealogia                                   | szczegółowa indeksacja źródeł metrykalnych, własne wydawnictwo i publikacje, wyszukiwarka GENEO | jzi.org.pl                        |